# Shintarō Abe
Shintarō Abe (安倍 晋太郎, Abe Shintarō), né le 29 avril 1924 à Tokyo, où il meurt le 15 mai 1991, un homme politique japonais. Issu de la préfecture de Yamaguchi, il est l'un des membres importants du Parti libéral-démocrate (PLD) quand celui-ci est au pouvoir dans les années 1980. Il sert comme ministre des Affaires étrangères du Japon de 1982 à 1986,. Il est également le père de Shinzō Abe, Premier ministre du Japon de 2006 à 2007 et à nouveau de 2012 à 2020.

## Biographie

### Jeunesse et formation
Shintarō Abe naît à Tokyo le 29 avril 1924. Il est élevé dans la préfecture de son père à Yamaguchi. Il est le fils aîné de Kan Abe, un politicien d'avant la Première Guerre mondiale, membre du Parlement. Sa mère est la fille d'un général de l’armée.
Il est diplômé de la faculté de droit de l'université de Tokyo.

### Vie privée et famille
Abe épouse Yoko Kishi, fille du Premier ministre Nobusuke Kishi, en 1951.
Son deuxième fils, Shinzō Abe, devient Premier ministre une première fois le 26 septembre 2006 et une seconde fois le 26 décembre 2012.

### Carrière
Après l'obtention de son diplôme, Abe commence sa carrière comme journaliste en politique pour le Mainichi Shimbun. Il s'oriente vers la politique en 1957 quand il commence à travailler comme assistant législatif du Premier ministre, Nobusuke Kishi. Il succède au siège de son père à la Chambre des représentants en 1958.
Il dirige une importante faction du PLD et occupe différents postes ministériels ou au sein du parti. Il est ainsi ministre de l'Agriculture, des Forêts et de la Pêche, puis ministre du Commerce international et de l'Industrie au sein du cabinet du Premier ministre le 30 novembre 1981, dirigé à ce moment par Zenkō Suzuki. Pendant cette période, il est considéré comme un jeune chef préparé pour exercer dans le futur les fonctions de Premier ministre.

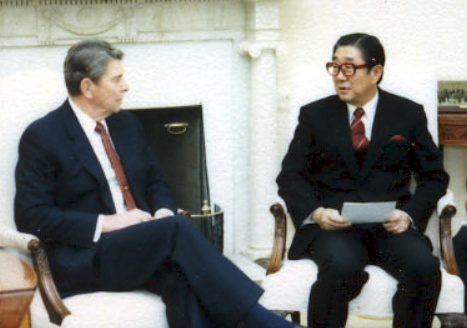
Ronald Reagan et Shintarō Abe en 1987.

Il devient ministre des Affaires étrangères le 27 novembre 1982. Son mandat dure jusqu'au 22 juillet 1986 quand Tadashi Kuranari prend sa place. Il rencontre Ronald Reagan en 1987. Il est l'un des principaux candidats à la succession de Nakasone au poste de Premier ministre en 1987, mais se retire pour laisser Noboru Takeshita, chef d'une puissante faction rivale, prendre la fonction. 
Il est nommé secrétaire général du parti en 1987. En 1988, ses espoirs de devenir Premier ministre dans un avenir proche sont de nouveau contrecarrés lorsque son nom est associé au scandale boursier Recruit-Cosmos, qui fait tomber Takeshita et le force à démissionner de son poste de secrétaire général du parti en décembre 1988.

### Fin de vie
Il est hospitalisé en janvier 1991.  Il décède d'une insuffisance cardiaque à l'hôpital universitaire Juntendo de Tokyo le 15 mai 1991.